# Adam Mariș I. Simion
Adam Mariș I. Simion (n. 1868, Cozia, județul Hunedoara – d. 1950, Cozia, județul Hunedoara) a fost un deputat în Marea Adunare Națională de la Alba Iulia, organismul legislativ reprezentativ al „tuturor românilor din Transilvania, Banat și Țara Ungurească”, cel care a adoptat hotărârea privind Unirea Transilvaniei cu România, la 1 decembrie 1918 :p. 223.

## Biografie
A urmat școala primară din satul natal, Cozia. A fost sergent în armata austro-ungară în timpul Primului Război Mondial. A organizat și a condus Garda Națională Română din satul Cozia. Ia parte la  înființarea organizației țărănești a Frontului Plugarilor, fiind ales și în comitetul de conducere, unde s-a remarcat prin susținerea energică a cauzei țăranului român :p. 223.

## Activitatea politică
Ca deputat în Adunarea Națională din 1 decembrie 1918, Adam Mariș I. Simion a fost delegat al Cercului electoral Deva :p. 223.